# A' Katīgoria 1988-1989
L'edizione 1988-89 della A' Katīgoria fu la 50ª del massimo campionato cipriota; vide la vittoria finale dell'Omonia, che conquistò il suo sedicesimo titolo.
Capocannoniere del torneo fu Nigel McNeill del Nea Salamis Famagosta con 19 reti.

## Classifica finale
|  |    | Classifica finale       | G  | V  | N  | P  | GF | GS | DR  | Punti |
|  | -- | ----------------------- | -- | -- | -- | -- | -- | -- | --- | ----- |
|  | 1  | Omonia                  | 28 | 17 | 9  | 2  | 60 | 22 | +38 | 43    |
|  | 2  | Apollōn Limassol        | 28 | 15 | 10 | 6  | 61 | 26 | +35 | 40    |
|  | 3  | APOEL                   | 28 | 15 | 4  | 9  | 48 | 38 | +10 | 34    |
|  | 4  | Nea Salamis             | 28 | 11 | 11 | 6  | 51 | 35 | +16 | 33    |
|  | 5  | AEL Limassol (CC)       | 28 | 10 | 10 | 8  | 50 | 40 | +10 | 30    |
|  | 6  | Anorthōsis              | 28 | 10 | 10 | 8  | 31 | 31 | +0  | 30    |
|  | 7  | Pezoporikos Larnaca (C) | 28 | 7  | 14 | 7  | 35 | 34 | +1  | 28    |
|  | 8  | APOP Paphou             | 28 | 9  | 10 | 9  | 36 | 40 | -4  | 28    |
|  | 9  | Olympiakos Nicosia      | 28 | 7  | 13 | 8  | 43 | 42 | +1  | 27    |
|  | 10 | Ethnikos Achnas         | 28 | 10 | 7  | 11 | 34 | 43 | -9  | '27   |
|  | 11 | EN Paralimni            | 28 | 7  | 13 | 8  | 35 | 47 | -12 | 27    |
|  | 12 | Arīs Limassol           | 28 | 8  | 10 | 10 | 42 | 39 | +3  | 26    |
|  | 13 | EPA Larnaca             | 28 | 6  | 9  | 13 | 32 | 41 | -9  | 21    |
|  | 14 | Keravnos Strovolos      | 28 | 6  | 9  | 13 | 27 | 39 | -12 | 21    |
|  | 15 | Omonia Aradippou        | 28 | 1  | 3  | 24 | 13 | 81 | -68 | 5     |

G = Partite giocate; V = Vittorie; N = Nulle/Pareggi; P = Perse; GF = Goal fatti; GS = Goal subiti; DR = Differenza reti.
- (C): Campione nella stagione precedente
- (CC): Vince la Coppa di Cipro

### Verdetti
- Omonia Campione di Cipro 1987-88.
- EPA Larnaca, Omonia Aradippou  e Keravnos Strovolos retrocesse in Seconda Divisione.

### Qualificazioni alle Coppe europee
- Coppa dei Campioni 1989-1990: Omonia qualificato.
- Coppa delle Coppe 1989-1990: AEL Limassol qualificato.
- Coppa UEFA 1989-1990: Apollon Limassol qualificato.